# Nisída Kávouras
Nisída Kávouras är en ö i Grekland.   Den ligger i prefekturen Kykladerna och regionen Sydegeiska öarna, i den sydöstra delen av landet, 160 km sydost om huvudstaden Aten. Arean är 0,36 kvadratkilometer.
Terrängen på Nisída Kávouras är platt. Öns högsta punkt är 21 meter över havet. Den sträcker sig 0,7 kilometer i nord-sydlig riktning, och 0,9 kilometer i öst-västlig riktning.